# 馮應元
馮應元（1496年—1555年），字體乾，號槐陂，陝西西安府咸寧縣人，匠籍，明朝政治人物。

## 生平
嘉靖七年（1528年）戊子科陝西鄉試第四十一名舉人，十一年（1532年）中式壬辰科會試第九十六名，三甲第八十名進士。通政司觀政，授稷山縣知縣，升登州府同知，三十四年（1555年）卒。

## 家族
曾祖馮玉；祖父馮喜；父馮賓，母李氏。慈侍下。弟馮應奎、馮應登。